# Marian Iwańciów
Marian Iwańciów (Złoczów, 1906. február 4. – Zamość, 1971. március 14.) lengyel festő, grafikus, tanár.

## Élete
Filip Iwanciów és Stanisława Maria Sieprawska fia volt. A Vilniusi Egyetem képzőművészeti karán végzett, és 1934-ben művészi diplomát kapott. A második világháború után egy évig a toruńi egyetemen tanult.
Műveit a Vilniusi Egyetem képzőművészeti karának éves kiállításain mutatták be 1933-ban, 1934–1935-ben. 1939-ben metszeteit (más kortárs művészek munkáival együtt) a Poznańban megrendezett lengyel katonai grafikai kiállításon állították ki.
Egy évvel később egyéni kiállításon mutatták be a grafikáit és a festményeit Vilniusban. Néhány egyéni kiállítására Wrocławban (1953), Lublinban (1960, 1963, 1964) és Zamośćban (1963, 1964, 1966) került sor. Utazásai (főként Franciaországban, Romániában és Jugoszláviában) adtak ihletet az 1960-as években készült akvarelljei, pasztellrajzai és olajfestményei számára. Akkoriban a Notatki z podróży (Útirajzok) című egyéni kiállításon mutatták be őket.
A második világháború kitörése előtt, 1939-ben letartóztatták, és a Szoloveckij-szigeteken lévő börtönbe szállították. Két hónapot töltött a szovjet Szolovszkij gulagon. Szabadulása után visszatért Vilniusba, a börtön épületeit ekkor haditengerészeti bázissá alakították át. Középiskolai tanárként dolgozott Vilniusban 1941. június 21-ig. 1944-ben Trakaiba költözött, ahol letelepedett. A Litván SZSZK politikai helyzete arra kényszerítette, hogy elhagyja az országot, ezért Lengyelországba ment.
A lengyelországi Alsó-Sziléziában, majd 1953-tól Zamośćban élt. A festészet mellett tanítással is foglalkozott. A Państwowe Liceum Sztuk Plastycznych tanáraként dolgozott. Ennek az iskolának 1965-től 1969-ig volt az igazgatója. A Grupa Zamojska, a helyi művészeti csoport egyik alapítója volt.
Az 1960-as években a zamośći régió kiemelkedő művésze volt. Nem tartozott egyetlen politikai párthoz sem. Alkotói munkásságáért megkapta az Arany Érdemkeresztet (azaz a legmagasabb lengyel polgári állami kitüntetést).

## Fordítás
- Ez a szócikk részben vagy egészben  a   Marian Iwańciów című angol Wikipédia-szócikk ezen változatának fordításán alapul.  Az eredeti cikk szerkesztőit annak laptörténete sorolja fel. Ez a jelzés csupán a megfogalmazás eredetét és a szerzői jogokat jelzi, nem szolgál a cikkben szereplő információk forrásmegjelöléseként.